# Південно-Західне Делі
Південно-Західне Делі (англ. South West Delhi) — округ на південному заході Делі (Національної столичної території Делі).
На території округу розташований великий житловий район Дварка, парк розваг Фан-і-Фуд, обидва аеропорти Делі — Міжнародний аеропорт імені Індіри Ґанді та Внутрішній аеропорт Делі.